# Kiwi-slægten
Kiwi-slægten (Actinidia) er en ret lille slægt, som er udbredt i Østasien. Det er løvfældende lianer med med hårede stængler og bladstilke. Bladene sidder spredstillet, og de er stilkede med brede bladplader og hel, tandet eller savtakket rand. Blomsterne sidder sammen i små stande eller enkeltvis. De er oftest 5-tallige, men i de fleste tilfælde uregelmæssige sådan at forstå, at individerne oftest er enten rent hanlige eller rent hunlige. Individer med både hanlige og hunlige blomster ses dog også. Kronbladene er hvide eller rosafarvede. Frugterne er glatte eller behårede bær med talrige frø.
| Beskrevne arter |

- Stikkelsbærkiwi (Actinidia arguta)
- Almindelig kiwi (Actinidia chinensis)
- Kamæleonbusk (Actinidia kolomikta)

| Andre arter |

| - Actinidia callosa - Actinidia chengkouensis - Actinidia chrysantha - Actinidia cylindrica - Actinidia deliciosa - Actinidia eriantha - Actinidia farinosa - Actinidia fasciculoides - Actinidia fortunatii - Actinidia fulvicoma - Actinidia glaucocallosa - Actinidia grandiflora - Actinidia hemsleyana - Actinidia henryi - Actinidia holotricha - Actinidia hubeiensis - Actinidia indochinensis | - Actinidia laevissima - Actinidia lanceolata - Actinidia latifolia - Actinidia liangguangensis - Actinidia lijiangensis - Actinidia macrosperma - Actinidia melanandra - Actinidia melliana - Actinidia obovata - Actinidia persicina - Actinidia petelotii - Actinidia pilosula - Actinidia polygama - Actinidia rubricaulis - Actinidia rubus - Actinidia rudis - Actinidia rufa | - Actinidia rufotricha - Actinidia sabiifolia - Actinidia setosa - Actinidia sorbifolia - Actinidia stellatopilosa - Actinidia strigosa - Actinidia styracifolia - Actinidia suberifolia - Actinidia tetramera - Actinidia trichogyna - Actinidia ulmifolia - Actinidia umbelloides - Actinidia valvata - Actinidia venosa - Actinidia vitifolia - Actinidia zhejiangensis |